# Sergeant first class
Sergeant first class (SFC) (pol. sierżant pierwszej klasy) – nazwa stopnia w korpusie osobowym podoficerów młodszych, używany w niektórych krajach. W wojsku polskim odpowiednikiem jest stopień młodszego chorążego.
Sierżant pierwszej klasy na poziomie kompanii zazwyczaj pełni funkcję zastępcy dowódcy plutonu, którym na ogół jest podporucznik lub na szczeblu batalionu wyznaczony jest na stanowisko podoficera dowodzącego operacjami batalionu. Do głównych obowiązków sierżanta pierwszej klasy należy logistyka taktyczna, taktyczna ewakuacja ofiar oraz pełnienie funkcji starszego doradcy taktycznego dowódcy plutonu, odpowiada za szkolenie i opiekę nad żołnierzami. Zwykle ma od 10 do 15 lat służby w armii.
W Stanach Zjednoczonych stopień sierżanta pierwszej klasy istniał w armii w latach 1890-1920, aż do wyeliminowania go w ramach uproszczenia  stopni podoficerskich.
Armia przywróciła stopień sierżanta pierwszej klasy w 1948 roku, zastępując stopień sierżanta technicznego, jednak Siły Powietrzne Stanów Zjednoczonych – które oddzieliły się od armii w 1947 – zachowały stopień sierżanta technicznego, a Korpus Piechoty Morskiej Stanów Zjednoczonych zachował stopień sierżanta technicznego do 1959 roku.
Sierżant pierwszej klasy to pierwszy stopień podoficerski w armii amerykańskiej ustanowiony w ramach scentralizowanego systemu awansów. W związku z tym jest znacznie trudniejszy do osiągnięcia niż poprzednie stopnie. To pierwszy stopień podoficerski, który można uznać za starszego podoficera, a żołnierz osiągający ten stopień zyskuje nie tylko prestiż, ale także szereg korzyści wynikających z zajmowanego stanowiska.